# L'Initiation de Sarah
 (septembre 2022).
Si vous disposez d'ouvrages ou d'articles de référence ou si vous connaissez des sites web de qualité traitant du thème abordé ici, merci de compléter l'article en donnant les références utiles à sa vérifiabilité et en les liant à la section « Notes et références ».
L'Initiation de Sarah (The Initiation of Sarah) est un téléfilm américain réalisé par Stuart Gillard et diffusé le 22 octobre 2006 sur ABC Family. C'est un remake du téléfilm The Initiation of Sarah (en) diffusé en 1978, avec beaucoup d'altérations. Morgan Fairchild apparaît dans les deux films.
En France, le téléfilm a été diffusé le 29 avril 2009 sur NRJ 12.

## Synopsis
Sarah Goodwin et sa sœur jumelle Lindsey entrent à l'Université de Temple Hill et s'installent dans le Campus, enfin séparées de leur mère envahissante Trina. Malheureusement, les jeunes filles ne se ressemblent en rien : alors que Sarah tente de ne pas se montrer et de cacher son lourd secret, sans doute lié à ses pouvoirs magiques, qu'elle essaye de dissimuler, Lindsey a pour ambition d'entrer dans l'une des plus prestigieuses confréries du Campus, Alpha Nu Gamma (ΑΝΓ), dans le but de se faire un nom.
Le pire pour Sarah, c'est que sa sœur veut la voir à ses côtés chez les Alpha Nu, alors que la jeune fille voudrait postuler pour la Confrérie Pi Epsilon Delta (ΡΕΔ) avec sa nouvelle amie, Vitta. Mais ce que les jumelles semblent ignorer, c'est que la rivalité intempestive entre les « Divas » d'Alpha Nu et les « Chiennes » de PED dure depuis plusieurs siècles, opposant deux camps de sorcières. Alors que l'un des deux camps essaye de protéger les deux Goodwin, l'autre tente de tuer l'Élue des deux sœurs et drainer son sang sur l'autel des sacrifices, afin de s'approprier son pouvoir et atteindre la jeunesse éternelle.

## Distribution
- Mika Boorem : Sarah Goodwin
- Summer Glau : Lindsey Goodwin
- Joanna García : Corinne
- Tessa Thompson (VF : Fily Keita) : Esme
- Ben Ziff : Finn
- Morgan Fairchild : Trina Goodwin
- Jennifer Tilly : Docteur Eugenia Hunter
- Amber Wallace : Vita
- Damon Lipari : Damien